# Arbeitsgericht Herne

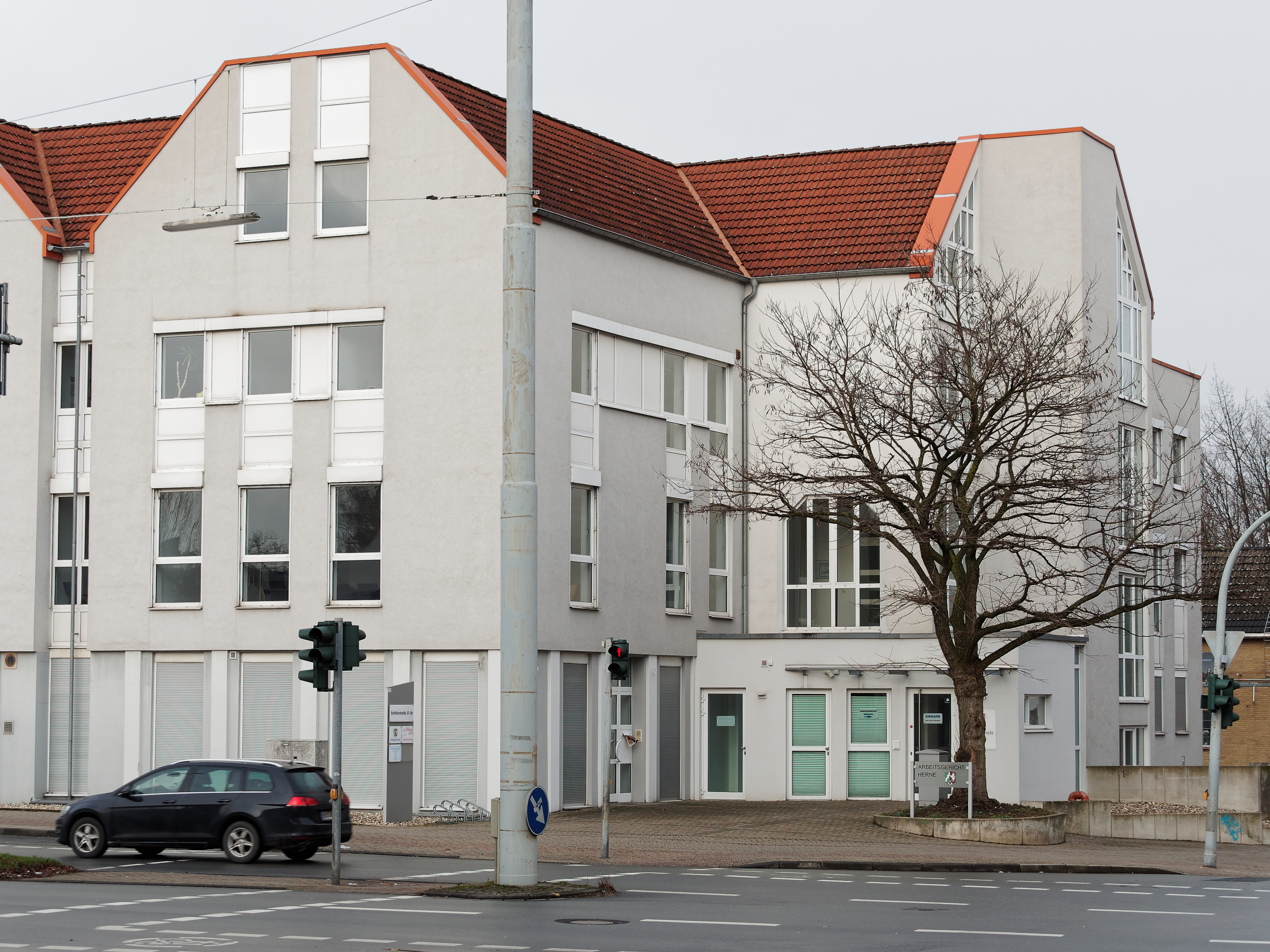
Das Gebäude des Arbeitsgerichts Herne an der Ecke Schillerstraße / Sodinger Straße.

Das Arbeitsgericht Herne, ein Gericht der Arbeitsgerichtsbarkeit, ist eines der dreißig nordrhein-westfälischen Arbeitsgerichte. Bei ihm sind sechs Kammern gebildet.

## Gerichtssitz und -bezirk
Das Gericht hat seinen Sitz in Herne in der Schillerstraße 37-39.
Das Arbeitsgericht Herne ist örtlich zuständig für Rechtsstreitigkeiten aus der Stadt Herne und dem Kreis Recklinghausen (mit Ausnahme von Gladbeck).
Die sachliche Zuständigkeit ergibt sich aus dem Arbeitsgerichtsgesetz.

## Übergeordnete Gerichte
Dem Arbeitsgericht Herne sind das Landesarbeitsgericht Hamm und im weiteren Rechtszug das Bundesarbeitsgericht übergeordnet.